# Виша школа Војне академије у Београду
Виша школа Војне академије у Београду је била двогодишња општеобразовна школа за више стручно образовање официра Војске Краљевине Србије и Југословенске војске.

## Историјат
Виша школа Војне академије је установљена чланом 2 Закона о устројству војне академије, који је 18. јануара 1880. године донела Народна скупштина Кнежевине Србије, а потврдио краљ Милан Обреновић дана 30. јануара 1880. године.
За школовање у Вишој школи могли су конкурисати официри који су завршили Нижу школу Војне академије, закључно са чином капетана друге класе и најмање две године проведене у трупи. Пријемни испит се разликовао зависно од одсека на који се конкурисало:
- Пријемни испит за ђенералштабни одсек: Целокупна наша војна администрација, Историја ратне вештине, Тактика целокупна, Пољска фортификација и основи сталне применом на пољска утврђења, Математика, Премеравање и наука о земљиштву с крокирањем, Историја српског народа, Немачки или француски језик, Опширна географија балканског полуострва, а нарочито суседних покрајина и начела војне географије, Основи стратегије;
- Артиљеријски и инжињеријски одсек: Целокупна наша војна администрација, Историја ратне вештине, Тактика целокупна, Пољска фортификација и основи сталне применом на пољска утврђења, Математика, Премеравање и наука о земљиштву с крокирањем, Историја српског народа, Немачки или француски језик, Наука о оружју и теорија гађања (појмови из балистике), Основи механике, физике и хемије.

Нови закон о војној академији из 1884. године је омогућио да Вишу школу уписују и официри у чину потпоручника или поручника са завршеном Нижом школом Војне академије и најмање једном годином проведеном у трупи, а укинути су одсеци (ђенералштабни, инжињеријски и артиљеријски), те је Виша школа постала општеобразовна за официре свих родова. Онима који би са одличним успехом завршили Вишу школу Војне академије, касније би било омогућено превођење у генералштабну струку.

## Предмети
У Вишој школи Војне академије, према закону из 1880. године, постојали су општи предмети обавезни за све питомце и стручни за посебне струке.
Општи предмети
1. Стратегија с ратном историјом с погледом на српске ратове;
2. Тактика;
3. Стална фортификација;
4. Администрација;
5. Политичка економија и статистика;
6. Извод грађанског законика (Међународно и ратно право);
7. Картографија;
8. Нацртна геометрија;
9. Језици (немачки или француски језик);
10. Јахање и дресура коња;

Стручни предмети
- Ђенералштабни одсек
  1. Тактика;
  2. Ђенералштабни послови с ђенералштабним путовањем;
  3. Неколико епохалних ратова критички посматраних с гледишта организације, администрације, стратегије и тактике;
  4. Француски и турски језик;
- Инжињеријски одсек
  1. Техника сталне фортификације;
  2. Грађевина с архитектуром и грађевинска механика;
  3. Наука о махинама;
  4. Хемијска технологија;
  5. Виша математика;
- Артиљеријски одсек
  1. Виша артиљерија;
  2. Градска војна;
  3. Наука о махинама;
  4. Хемијска технологија;
  5. Виша математика;